# Pedro Américo
Pedro Américo de Figueiredo e Melo (ur. 29 kwietnia 1843, zm. 7 października 1905 we Florencji) – brazylijski malarz i pisarz.
W latach 1859–1864 mieszkał i studiował w Paryżu w École des Beaux-Arts. Oprócz sztuki interesował się również fizyką, filozofią i literaturą.
Po powrocie do kraju uczył rysunku, a także historii sztuki, estetyki i archeologii w Akademia Imperial.

## Wybrane dzieła

Independência ou Morte (O Grito do Ipiranga), olej na płótnie, 415×760 cm, Museu Paulista

- Fala do Trono (1873)
- A Batalha do Avaí (1877)
- A Batalha do Campo Grande
- Independência ou Morte (1888)
- Paz e Concórdia (1895)
- A primeira missa no Brasil
- Tiradentes esquartejado